# Sân bay Quan Trĩ Sơn Long Nham

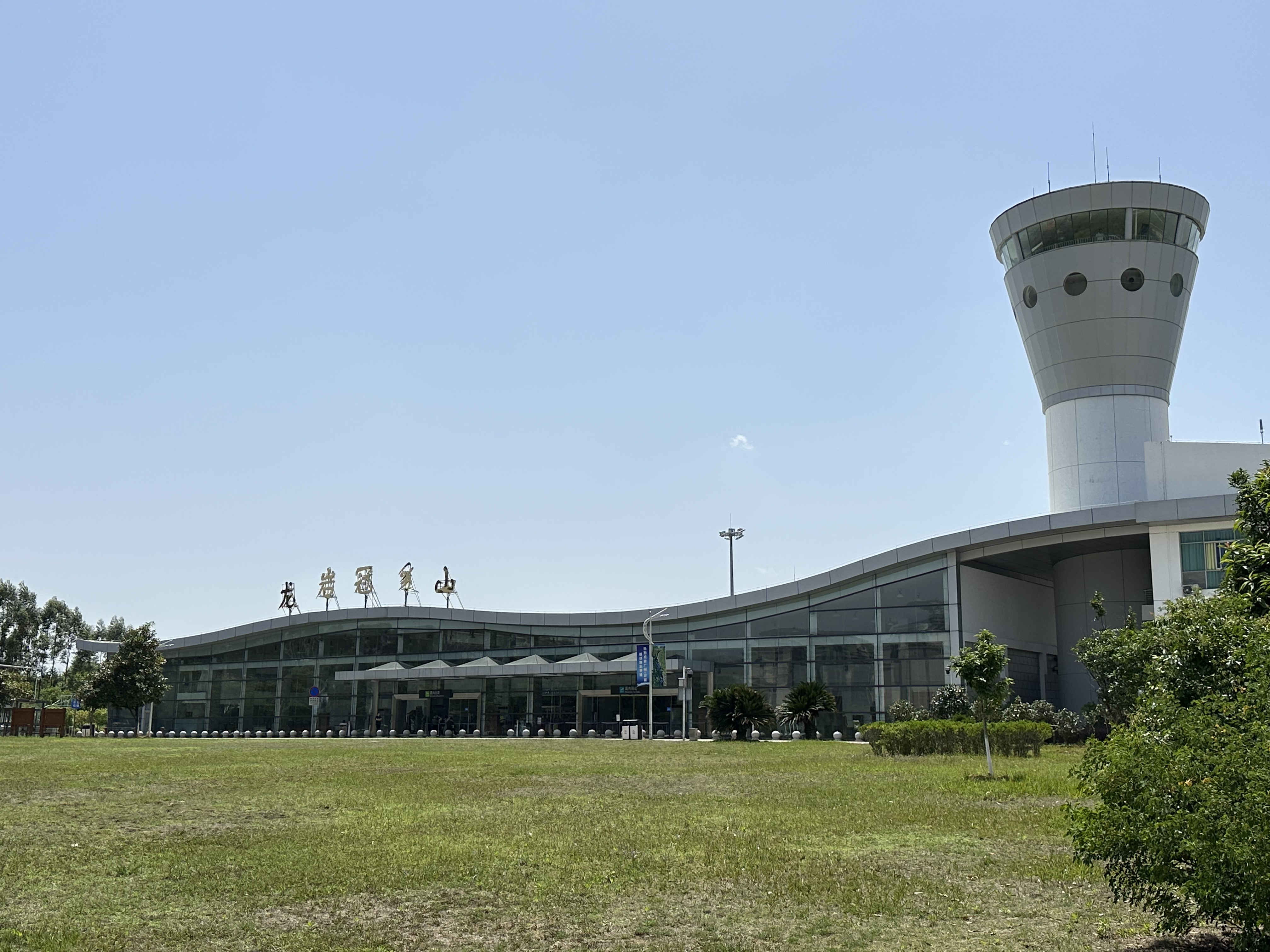
Phía bên ngoài sân bay Quan Trĩ Sơn Long Nham vào 2023

Sân bay Quan Trĩ Sơn Long Nham (IATA: LCX, ICAO: ZSLD) là một sân bay ở Long Nham, Phúc Kiến, Cộng hòa Nhân dân Trung Hoa. Sân bay này có năng lực phục vụ 140.000 lượt khách và 400 tấn hàng hóa mỗi năm. Sân bay này được khai trường ngày 25 tháng 4 năm 2004. Năm 2005, đã có 15.600 lượt khách thông qua sân bay này.

## Các hãng hàng không và các tuyến điểm
| Hãng hàng không       | Các điểm đến     |
| --------------------- | ---------------- |
| China United Airlines | Beijing–Nanyuan  |
| Juneyao Airlines      | Shanghai–Pudong  |
| Lucky Air             | Kunming, Nanjing |
| Sichuan Airlines      | Chengdu, Guilin  |